# 543914 Tessedik
543914 Tessedik este o planetă minoră (asteroid) din centura de asteroizi. A fost descoperită pe 15 martie 2012 la Piszkéstetői Obszervatórium⁠(d) de Krisztián Sárneczky⁠(d) și a fost numită după Tessedik Sámuel⁠(d). 
Obiectul prezintă o orbită caracterizată de o semiaxă mare de 2,517811708142 UAi, o excentricitate de 0,13061823724242, o înclinație de 12,882545251969 ° în raport cu ecliptica.